# Mario Szenessy

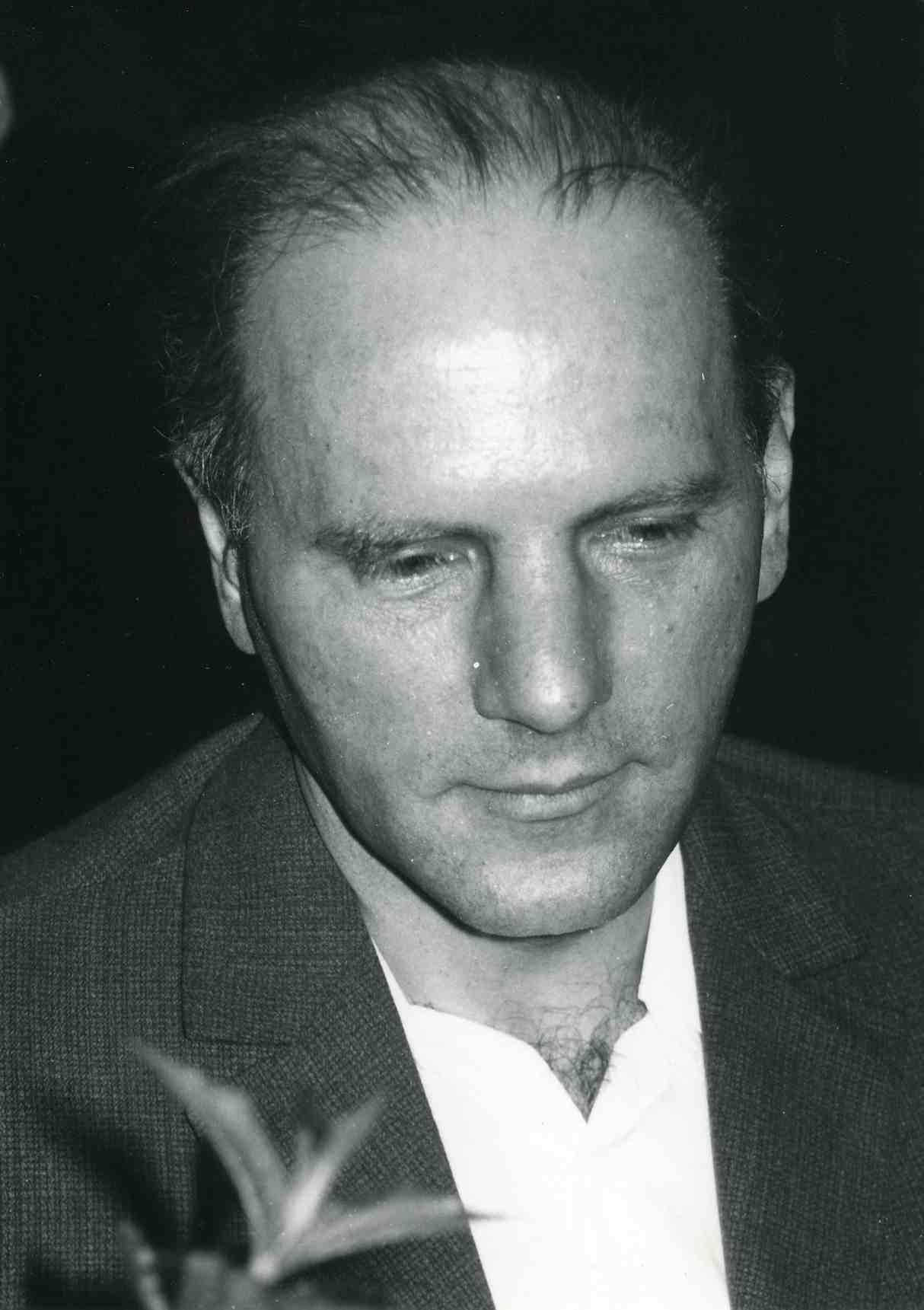
Mario Szenessy

Mario Szenessy (* 14. September 1930 in Petrovgrad, heute: Zrenjanin; † 11. Oktober 1976 in Pinneberg) war ein ungarisch-deutscher Schriftsteller und Literaturkritiker.

## Leben
Mario Szenessy wuchs in der Vojvodina in einer vielsprachigen Umgebung auf und zog 1942 nach Szeged in Ungarn, wo er Slawistik und Germanistik studierte, wobei er vor allem Kafka und Thomas Mann entdeckte. Er wurde Mittelschullehrer und unterrichtete Russisch an der Medizinischen Hochschule (heute: Universität der Wissenschaften Szeged). Auf Grund seiner Thomas-Mann-Veröffentlichungen erhielt er ein Stipendium der Alexander-von-Humboldt-Stiftung und kam so 1963 nach Tübingen, wo er über Thomas Manns zuletzt vollendete Novelle Die Betrogene arbeitete. Später lebte er in Berlin. Er begann, von Inge und Walter Jens ermutigt, deutsche Prosa zu schreiben und war seit 1967 mit dem Erscheinen seines ersten Buches Verwandlungskünste als freier Schriftsteller tätig. Nach seiner ersten Veröffentlichung schrieb Marcel Reich-Ranicki über ihn: „Er, der kein Deutscher ist, schreibt ein ungleich besseres Deutsch als fast alle, die hierzulande Bücher verfassen … bitter, sarkastisch und temperamentvoll, scharf, federnd und lapidar.“ Da Szenessys Bücher aber keine Publikumserfolge waren, verfasste er, um seine Familie ernähren zu können, auch Rezensionen und Übersetzungen und entschloss sich zuletzt, eine Ausbildung als Diplom-Bibliothekar zu beginnen. Für seinen Roman Lauter falsche Pässe oder Die Erinnerungen des Roman Skorzeny erhielt er 1971 den Hermann-Hesse-Preis.
Mario Szenessy starb 1976 an einem Bronchialkarzinom in seiner Pinneberger Wohnung.

## Über sein literarisches Schaffen
Szenessy schrieb in der epischen Tradition von Thomas Mann, den er sich zum Vorbild gewählt hatte, und seine ersten Bücher wurden von der Kritik hoch gelobt, die Süddeutsche Zeitung nannte ihn einen „neuen, herrlichen Erzähler“. Als er aber aus finanziellen Gründen in seinen letzten Werken Konzessionen an den Publikumsgeschmack machte, wurde dies entsprechend bemängelt. Doch „bemerkenswert bleibt die Kunst Szenessys, so vollständig in die deutsche Sprache einzutauchen, die ihm nach allen anderen zur Heimat geworden war.“ Unentwegt versuchte er, osteuropäische Literatur in Deutschland bekannt zu machen; besonders auf die ungarischen Schriftsteller György Konrád und Tibor Déry machte er mit Übersetzungen sowie einer Monographie aufmerksam.
In seinem Roman Lauter falsche Pässe (1971), für den er mit dem Hermann-Hesse-Preis ausgezeichnet wurde, stilisiert Szenessy das vorgeprägte Bild des typischen Unterhaltungsromans durch die Überzeichnung des Genres und gestaltet ihn auf diese Weise zu einem Kunstprodukt. Dem Autor wurde ein Manuskript in die Hände gespielt, worin Roman Skorzeny, der Ich-Erzähler und Protagonist des Buches, der eine Zeitlang Briefmarken fälschte, eine Art Lebensbeichte ablegt. Er hatte nicht nur Briefmarken gefälscht, sondern auch die dazugehörigen Briefe, weswegen er um der Korrektheit willen gleich kulturhistorische Studien betrieb und parallel die entsprechenden Lebensläufe erfand. „Der Text führt die Muster spannungsreichen Erzählens vor, wobei nicht zuletzt der Vorname des fiktiven Verfassers darauf verweist, daß in diesem Buch der Roman per se abgehandelt wird. Zur Sprache kommen der politische Thriller, der Spionage- und Kriminalroman ebenso wie exotisches Seemannsgarn und angelsächsische Posträuberromantik. Die Einführung parodiert den klassischen Bildungsroman und zitiert bestehende Travestien. Romanhaft präsentiert sich das Genre des trivialen Romans in allen Facetten, als sollte noch einmal bewiesen werden, daß der Roman eben keine Kunstgattung niederen Ranges darstelle.“

## Werke
- Verwandlungskünste. Roman. S. Fischer, Frankfurt/M. 1967
- Otto, der Akrobat. Erzählungen. S. Fischer, Frankfurt/M. 1969
- Tibor Déry. Kohlhammer, Stuttgart 1970
- Lauter falsche Pässe oder Die Erinnerungen des Roman Skorzeny. Roman. Hoffmann und Campe, Hamburg 1971, ISBN 3-455-07590-8; Knaur, München/Zürich 1973, ISBN 3-426-00317-1
- Der Hut im Gras. Roman. Hoffmann und Campe, Hamburg 1973, ISBN 3-455-07591-6; Knaur, München/Zürich 1975, ISBN 3-426-00398-8
- Der Hellseher. Roman. Hoffmann und Campe, Hamburg 1974, ISBN 3-455-07593-2; Bastei Lübbe, Bergisch Gladbach 1977, ISBN 3-404-05191-2
- Ein Zeichen der Zeit. In: Die Zeit. Nr. 44/1976
- In Paris mit Jim. Erzählungen. Mit einem Nachwort von Peter Wapnewski. Hoffmann und Campe, Hamburg 1977, ISBN 3-455-07589-4; dtv, München 1981, ISBN 3-423-01636-1

## Übersetzungen
- György Konrád: Der Besucher. Roman. Aus dem Ungarischen. Luchterhand, Darmstadt/Neuwied 1973, ISBN 3-472-86333-1
- György Konrád: Der Stadtgründer. Roman. Aus dem Ungarischen. List, München 1975, ISBN 3-471-77938-8

## Sekundärliteratur
- Otto F. Beer: Dieser Zauberlehrling bleibt bescheiden. In: Der Tagesspiegel. 20. Oktober 1974
- Marcel Reich-Ranicki: Ein Neuankömmling betrachtet uns. Mario Szenessys bemerkenswerter Erzählungsband „Otto der Akrobat“. In: Die Zeit. 31. Oktober 1969
- Jochen Schmidt: Ein Parforceritt und allerlei literarische Zaubertricks. In: Frankfurter Allgemeine Zeitung. 8. Oktober 1974
- Eugen Skasa-Weiß: Des Urknalls letzter Akt. In: Stuttgarter Zeitung. 23. Oktober 1971
- Heinrich Vormweg: Geheimniskrämerei um einen falschen Schelm. Mario Szenessys Roman „Lauter falsche Pässe“. In: Süddeutsche Zeitung. 9./10. Oktober 1971
- Willi Winkler: Mario Szenessy. In: Kritisches Lexikon zur deutschsprachigen Gegenwartsliteratur. ISBN 978-3-88377-927-0
- Dieter E. Zimmer: Zum Tode von Mario Szenessy. In: Die Zeit. Nr. 44/1976